# Girru Patera
La Girru Patera è una struttura geologica della superficie di Io.